# Vanhoeffenura unicornalis
Vanhoeffenura unicornalis är en kräftdjursart som först beskrevs av Menzies och George 1972.  Vanhoeffenura unicornalis ingår i släktet Vanhoeffenura och familjen Munnopsidae. Inga underarter finns listade i Catalogue of Life.